# Excerpts from Swine Lake
Excerpts from Swine Lake is een studioalbum van Iain Matthews. Het album bevat stemmige liedjes over het leven zelf, bijvoorbeeld zich beter voor doen dan hij in werkelijkheid is. Het album is in amper 14 dagen opgenomen in Rancho de Villa Studio in Boulder (Colorado). De samenstelling van de band is tot een minimum teruggebracht. Matthews' muzikale maatje Mark Hallman verzorgde hier alleen de eindproductie.

## Musici
- Iain Matthews – zang, akoestische gitaar
- Bradley Kopp – gitaar
- Rob Galloway – basgitaar
- Joey Conway – orgel, accordeon van een plaatselijke band The 4Nikators
- Larry Thompson – slagwerk was de huisdrummer van de Caribou Ranch Studio in Boulder en speelde met tal van artiesten.

Opvallend is de gelijkenis met namen uit de begincarrière van Matthews; toen speelde hij met Gerry Conway (drums) en Richard Thompson (gitaar) van het Britse Fairport Convention, geen familie dus.  

## Muziek
Alle door Matthews, behalve waar aangegeven

| Nr. | Titel                                         | Duur |
| --- | --------------------------------------------- | ---- |
| 1.  | Something mighty                              | 4:05 |
| 2.  | Horse left in the rain                        | 4:15 |
| 3.  | Dance of fate                                 | 7:03 |
| 4.  | Trail of the survivor (Dougie McLean)         | 4:25 |
| 5.  | Changes                                       | 3:21 |
| 6.  | Cave in                                       | 3:27 |
| 7.  | Heroes                                        | 3:52 |
| 8.  | Touching the fleece                           | 4:46 |
| 9.  | Even if it kills me (Matthews, Clive Gregson) | 3:52 |
| 10. | Sight unseen                                  | 4:55 |
| 11. | Where the big dogs run                        | 3:41 |
| 12. | Break a window, break a heart                 | 1:42 |

De Amerikaanse persing bevatte vier extra tracks: akoestische versies van  Horse left in the rain, Something mighty en Heroes, alsmede Peoples Park van Woody Guthrie

## Titel
Volgens de platenhoes met daarop een aanduiding op een kaart van Texas ligt Swine Lake Area tussen Austin (Texas) en San Antonio. Swine Lake is ook een (kinder)boek geschreven door James Marshall, voltooid door Maurice Sendak. Het handelt over een wolf die hoort dat het beroemde ballet Het Zwanenmeer (zwaan=swan) uitgevoerd zal worden door varkens (varken=swine). Hij gaat naar het ballet kijken om vervolgens zijn grote plan uit te voeren: de varkens opeten. Hij raakt echter zo gefascineerd door het ballet, dat hij zijn voornemen geheel vergeet. Swine Lake is tevens een uitzending van The Muppets met Rudolf Noerejev en Miss Piggy. 